# ああ、私の幽霊さま
『ああ、私の幽霊さま』（ああ わたしのゆうれいさま、朝: 오 나의 귀신님〈オ ナエ クィシンニム〉）は、2015年にtvNにて放送された韓国の連続テレビドラマ。主演はパク・ボヨンとチョ・ジョンソク。2015年7月3日から8月22日まで放送された。全16話。幽霊が見えるナ・ボンソンとカリスマシェフのカン・ソヌとの愛の物語。

## あらすじ
サンレストランで働くボンソンは、生まれつき幽霊が見えるうえに憑かれやすく、内気でいつも怯えながら生きていた。一方、幽霊のスネは処女のまま死んだ未練で現世に留まり、女性に取り憑いては男性を誘惑していた。だがスネにキスをされた男性達はことごとく低体温症で倒れてしまう。幽霊は死後3年経つと悪霊になってしまうのだが、スネのその時は近づいていて、成仏させようとするシャーマンのソビンゴから追われてもいた。
ある日、ソビンゴから隠れようと通りすがりに目についたボンソンに憑依したスネは、ボンソンの体質のせいでその体から出られなくなってしまう。ボンソンとしてサンレストランで働くうちに、シェフのソヌこそ100万人に1人と言われる陽の気が強い男で、彼なら自分の願いを叶えられるとスネは気づく。レストランの仲間たちはボンソンがいきなり明るく活発になったことに驚いていたが、それに加えてソヌは、1回でいいからとベッドの中までボンソンに追い回されるようになってしまう。また父親に偶然出会ったスネは、生前の自分が食堂の娘で、ソンジェに片思いをしていたことを思い出す。娘を亡くして以来気落ちしている父が心配で、ボンソンとして食堂に頻繁に通うようになる。
2週間後ようやくスネの憑依が解けたが、その間の記憶がないことにボンソンは怯え、スネに懇願されてももう体は貸さないと拒絶し続ける。だが仕事でピンチに陥った隙をつかれてまたも憑依されてしまう。
ボンソンの性格がころころ変わるのはストレスによる心の病気だという診断が下り、彼女に厳しくしすぎたと反省したソヌは、早く一人前の料理人になれるよう特訓を申し出る。連日特訓が行われるが、ボンソンの中にいることをソビンゴに気づかれたスネが逃げ出したため、途中から素のボンソンが受けることになる。そうして2人で過ごすうちに、ソヌの心にはボンソンへの愛しさが募ってくる。
そんなソヌの変化を見た友人・ソヒョンが彼に急接近しているとボンソンは知り、自分なら彼を落とせると言うスネに体を貸すことを承諾する。やがてボンソンとソヌは恋を実らせるが、彼が好きになったのは自分ではなくスネだと感じたボンソンは罪悪感から、幽霊に体を貸していたことなどすべてをソヌに打ち明ける。ボンソンの性格が変わるのは病気などではなく2人いたからだと言われ困惑し、自分を騙していたのかと憤ったソヌだったが、憑依の騒動の以前から互いに好きだったことや、やはりボンソンを失いたくないと思ったことで、すべてを受け入れる。また、スネもいつしかソヌに本気で恋をしてしまっていたが、彼への執着心やボンソンへの嫉妬の感情は幽霊にとって危険だと悟り、ソビンゴの儀式で成仏しようと決意する。
ところが、自殺とされていたスネの死因に、ソンジェが関わっていた疑いが浮上する。スネやボンソン、ソヌ、ソビンゴが調べるうち、ソンジェの妻ウニの轢き逃げ事件もソンジェが起こしたものと判明する。しかもソンジェは不幸な生い立ちから悪霊に取り憑かれていて、轢き逃げ事件の目撃者だったスネや真犯人に気づいた同僚をも殺害していた。スネが現世に留まっていたのは、本当は突然命を奪われた未練のせいだったのだ。
スネの姿も見えるソンジェは自分の罪が暴かれつつあると気づき、ボンソンを拉致するが、ソヌらの必死の捜索によって追いつめられ、ソビンゴの除霊で悪霊は祓われる。
娘はソンジェに殺されていたと知ってショックで倒れた父が天国に行こうとしているのをスネは引き止めると、ボンソンやソヌ、ソビンゴに別れを告げて旅立っていった。
さまざまな出来事やソヌ、スネの励ましで幽霊への恐れも克服して明るくなったボンソンは、料理のための留学も果たして、スネに言われたように自分自身とソヌを愛していこうと決意する。

## 登場人物
ナ・ボンソン
演：パク・ボヨン
サンレストランの調理補助。カン・ソヌに憧れている。生まれつき霊感が強い。そのため毎日寝不足でカン・ソヌに叱られている。
カン・ソヌ
演：チョ・ジョンソク
ナルシストで自信過剰なサンレストランの社長兼カリスマシェフ。自他ともに厳しいが、失敗の多いボンソンには特に辛辣。
チェ・ソンジェ
演：イム・ジュファン
ソヌの妹(ウニ)の夫。近隣住民からも慕われる警察官。キョンギド食堂の常連でもある。妻やその家族には話せないある重大な秘密を持っている。
シン・スネ
演：キム・スルギ
ナ・ボンソンに憑依する幽霊。思いを遂げさせてくれる陽の気の強い男を探している。生前は食堂の明るい看板娘で、調理もこなしていた。
イ・ソヒョン
演：パク・チョンア
テレビ局のプロデューサー。ソヌの大学時代からの友人。夫と死別している。今現在はソヌに片思いしているが、なかなか告白できない。
カン・ウニ
演：シン・ヘソン
ソンジェの妻でソヌの妹。轢き逃げに遭って下半身不随となりバレリーナの道を断たれた。支えてくれたソンジェと結婚し、ソヌの店のレジを手伝っている。
ナ・ソジュ
演：イ・デヨン
キョンギド食堂を営むスネとギョンモの父。スネを亡くして酒量が増え体調を崩している。
ナ・ギョンモ
演：イ・ハクジュ
スネの弟。仕事もせずふらふら遊び歩いている。
ソビンゴ
演：イ・ジョンウン
シャーマン。スネのせいで神が怒って占いに支障が出ることもあり、成仏させようと追いかけている。
チョ・ヘヨン
演：シン・ウンギョン
ソヌとスニ兄妹の母で大学教授。
ホ・ミンス
演：カン・ギヨン
サンレストランのスーシェフ。
チョ・ドンチョル
演：チェ・ミンチョル
サンレストラン調理スタッフ。年を誤魔化して就職した。
ソ・ジュン
演：クァク・シヤン
サンレストラン調理スタッフ。海外留学経験がありあだ名は「コルドン」。
チェ・ジウン
演：オ・ウィシク
サンレストラン調理スタッフ。
ボンソンの祖母
演：イ・ジュシル
自身もシャーマンをしていて、霊に悩まされるボンソンを心配している。
ハン・ジング
演：キム・ソンボム
ソンジェの同僚で轢き逃げ事件の手がかりを見つけ出す。
カン・ウォンヨン
演：リュ・ヒョンギョン
ソンジェの同僚の婦警。
スネの友達の幽霊
演：パク・ジヨン

## タイ版ドラマ
『オー・マイ・ゴースト（原題：OMG ผีป่วนชวนมารัก　英題：Oh My Ghost）』として、2018年9月24日から11月13日にタイの true4uにてリメイク版が放送され、Netflixでも配信されている。全16話。
キャスト
- ジウ（ナ・ボンソンに相当）演：ヌンティダー・ソーポン
- アーティット[注釈 2]（カン・ソヌに相当）演：アーラク・アマモンパシリ
- カオプーン（シン・スネに相当）演：キーラティ・マハープルックポン
- イーダ（イ・ソヒョンに相当）演：マリ＝マーリニー・コート
- パリン（チェ・ソンジェに相当）演：ナット・サクダトーン
- プー（ソビンゴに相当）演：Daraneenute Bhothipiti

スタッフ
- 監督: ノッパロイ チョットムンコンシット[5]
- 脚本: クソリン・メクヴィファト[5]